# Carlos Camacho Rodríguez
Carlos Humberto Camacho Rodríguez (Cali, 9 de junio de 1971) más conocido como Carlos Pity Camacho, es un actor colombiano, conocido por su participación en numerosas telenovelas.

## Biografía

### Primeros años
Carlos Pity Camacho nació el 9 de junio de 1971 en Cali. 
A los 13 años de edad, hizo su primer papel en televisión en una telenovela colombiana.
Se graduó en la Pontificia Universidad Javeriana de Bogotá en Comunicaciones y obtuvo una maestría en Producción de televisión.

### Trayectoria
En 1993, hizo su debut actoral en la serie Géminis interpretando a Mario.
En 1994, estuvo en la serie de O todos en la cama interpretando Juan David Ríos "El Paisa".
En 1997, estuvo en la serie de Destino de mujer interpretando a Luis Miguel Restrepo.
En 2005 Carlos Pity Camacho vivió en los Estados Unidos para actuar en la serie de Lotería interpretando a Hernán Ibarra.
En 2007, estuvo en la serie de Pecados ajenos interpretando a Saul Ferrara.
En 2008 participó en la película estadounidense Towards Darkness (Hacia la oscuridad) interpretando el papel de Roberto Sánchez "El lobo".
En 2006, estuvo en la nueva versión de La viuda de Blanco interpretando a Dimas Pantoja.

### Vida personal
Actualmente mantiene una relación sentimental con la también actriz Paula Barreto.

## Filmografía

### Televisión
| Año       | Título                              | Personaje                                  |
| --------- | ----------------------------------- | ------------------------------------------ |
| 1993      | Géminis                             | Mario                                      |
| 1994-1996 | O todos en la cama                  | Juan Manuel Ríos "El Paisa"                |
| 1996-1997 | Guajira                             | Sergio                                     |
| 1996-1998 | Prisioneros del amor                | Ignacio Menocal / Jorge del Valle          |
| 1997-1998 | Destino de mujer                    | Luis Miguel Restrepo                       |
| 1998-1999 | El amor es más fuerte               | Pablo Serrano                              |
| 2000-2001 | Alicia en el país de las mercancías | Jhon Aris                                  |
| 2001      | Amor a mil                          | Juan Enrique Guerrero "Quique"             |
| 2001-2002 | La niña de mis ojos                 | Gabriel Fuentes                            |
| 2002      | Juana, la virgen                    | Carlos Gómez, el instructor                |
| 2002-2003 | Milagros de amor                    | Hernán "Ratón" Olmos                       |
| 2004-2006 | Casados con hijos                   | Óscar Pachón                               |
| 2006      | Loteria                             | Hernan Ibarra                              |
| 2006-2007 | La viuda de Blanco                  | Dimas Pantoja                              |
| 2007      | Decisiones                          | Rafael                                     |
| 2007-2008 | Pecados ajenos                      | Saúl Ferrara                               |
| 2009-2010 | Más sabe el diablo                  | Horacio García                             |
| 2010      | El cartel de los sapos 2            | Sebastián bonera                           |
| 2010-2011 | La Pola                             | Francisco José de Caldas "El sabio Caldas" |
| 2013      | Allá te espero                      | Guido Ramírez                              |
| 2013      | La diosa coronada                   | Roger Martínez                             |
| 2014      | La playita                          | Juan Andrés Rodríguez                      |
| 2016-2017 | La ley del corazón                  | Sergio Sarmiento                           |
| 2018      | Garzón vive                         | Santiago Villegas                          |
| 2018      | La ley secreta                      | Ismael Lerner                              |
| 2018      | El rey del valle                    | Juan Gabriel Fernández                     |
| 2019      | El Barón                            | Ángel Zamora                               |
| 2019      | La gloria de Lucho                  | Rubén Alfonso Murcia                       |
| 2019      | El Man es Germán                    | Dr. Marcelo Cantor                         |
| 2020-2021 | Pa' quererte                        | Antonio José "Toño" Perdomo                |
| 2020      | La venganza de Analía               | Manuel José de La Torre (Joven)            |
| 2020      | El general Naranjo                  | Sergio Maldonado                           |
| 2022-2023 | Dejémonos de Vargas                 | Ramón Vargas "Ramoncito"                   |
| 2023      | La vida después del reality         | Miguel                                     |
| 2023-2024 | La influencer                       | Nibardo Matallana                          |
| 2024-2025 | Betty, la fea: la historia continúa | Pascual Pabón                              |

### Reality
| Año  | Título                        | Rol          |
| ---- | ----------------------------- | ------------ |
| 2021 | MasterChef Celebrity Colombia | Participante |

### Cine
| 2024 | pena maxima2            | director técnico        |
| ---- | ----------------------- | ----------------------- |
| 2014 | Secreto de confesión    | Santiago Sánchez Vega   |
| 2013 | Crimen con vista al mar | Roberto                 |
| 2011 | Colombian Interviews    | Alejandro               |
| 2010 | frontera                | Héctor Jiménez          |
| 2008 | Hacia la oscuridad      | Roberto Sánchez         |
| 2006 | Lotería                 | Hernán Ibarra           |
| 1996 | Víctimas de la ambición | Trabajador              |
| 1993 | Burlando la ley         | Chucho Enrique Guerrero |

## Premios y nominaciones

### Premios TVyNovelas
| Año  | Categoría                             | Telenovela o Serie   | Resultado |
| ---- | ------------------------------------- | -------------------- | --------- |
| 2003 | Mejor Actor de Reparto                | Milagros de amor     | Nominado  |
| 1998 | Mejor actor protagónico de telenovela | Prisioneros del amor | Nominado  |

### Premios India Catalina
| Año  | Categoría                                    | Telenovela o Serie | Resultado |
| ---- | -------------------------------------------- | ------------------ | --------- |
| 2021 | Mejor actor de reparto de telenovela o serie | Pa' quererte       | Ganador   |
| 2003 | Mejor Actor de Reparto                       | Milagros de amor   | Nominado  |